# Wachsenburggemeinde
Wachsenburggemeinde là một đô thị ở huyện Ilm, in Thüringen, Đức. Đô thị này có diện tích 31,99 km², dân số thời điểm 31 tháng 12 năm 2006 là 2579 người. Đô thị được đặt tên theo lâu đài Veste Wachsenburg tọa lạc ở trung tâm. Đô thị này có 5 làng Bittstädt, Haarhausen, Holzhausen, Röhrensee, và Sülzenbrücken.